# Tilty
Tilty – wieś i civil parish w Anglii, w Esseksie, w dystrykcie Uttlesford. W 2001 civil parish liczyła 98 mieszkańców. We civil parish znajduje się 18 zabytkowych budynków. Tilty jest wspomniana w Domesday Book (1086) jako Tileteia.